# Новый Кортен
Новый Кортен (рум. Cortenul Nou, Кортенул Ноу) — село в Тараклийском районе Молдавии. Наряду с сёлами Чалык и Самурза входит в состав коммуны Чалык.

## География
Село расположено на высоте 31 метров над уровнем моря.

## Население
По данным переписи населения 2004 года, в селе Кортенул Ноу проживает 222 человека (103 мужчины, 119 женщин).
Этнический состав села:
| Национальность | Число жителей | Процентный состав |
| -------------- | ------------- | ----------------- |
| болгары        | 146           | 65.77             |
| гагаузы        | 50            | 22.52             |
| молдаване      | 11            | 4.95              |
| украинцы       | 8             | 3.6               |
| русские        | 6             | 2.7               |
| прочие         | 1             | 0.45              |
| Всего          | 222           | 100%              |